# Immanuel Christian Leberecht von Ampach

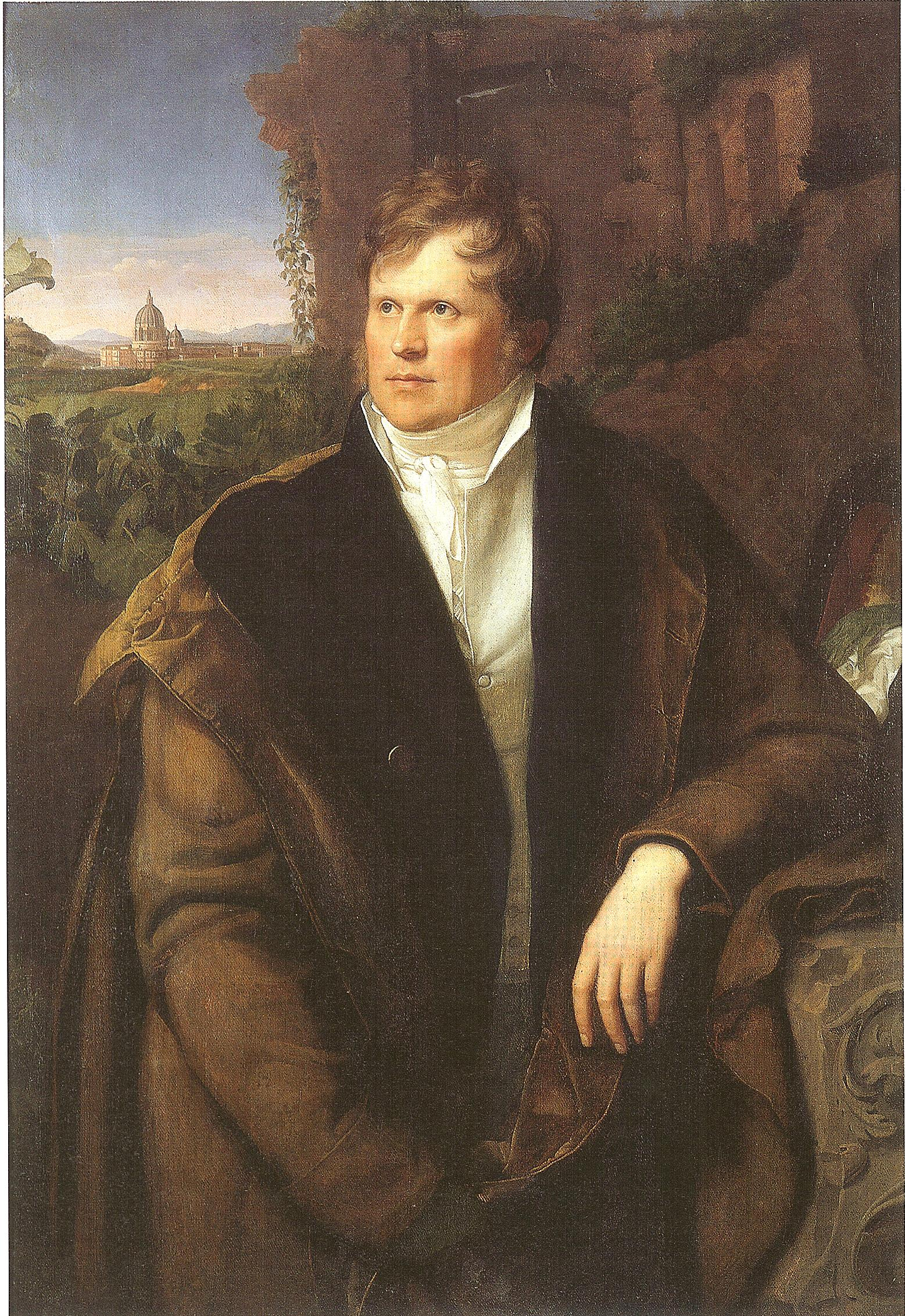
Immanuel Christian Leberecht von Ampach in Rom (1820); Porträt von Carl Christian Vogel von Vogelstein

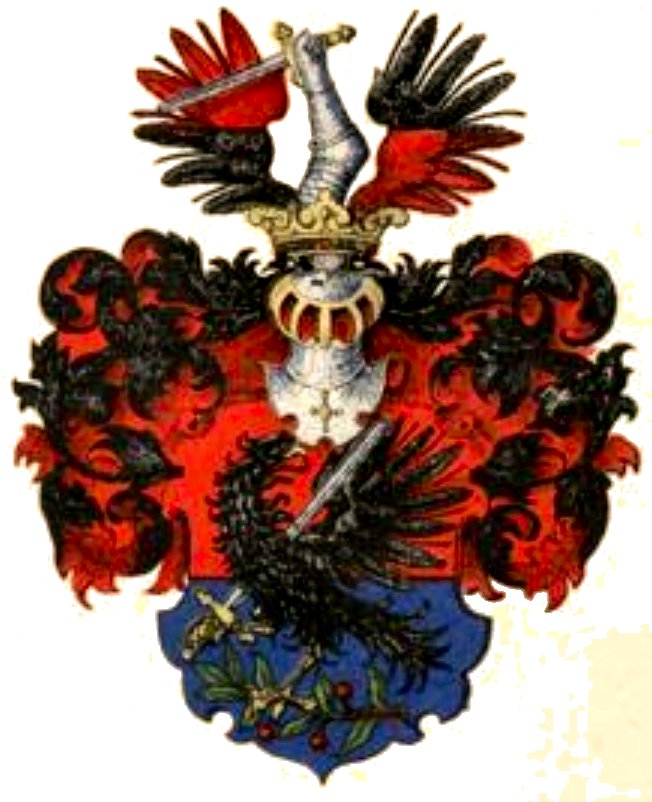
Wappen von Ampach

Immanuel Christian Leberecht von Ampach, Eigenschreibweise Christian Lebrecht von Ampach, (* 11. Dezember 1772 in Artern; † 5. Juni 1831 in Naumburg (Saale)) war ein meißnischer Stifts-Regierungsrat, Domherr in Naumburg und Dechant des Stiftskapitels in Wurzen. Er wurde besonders als Münzsammler, Kunstsammler und Mäzen bekannt.

## Leben

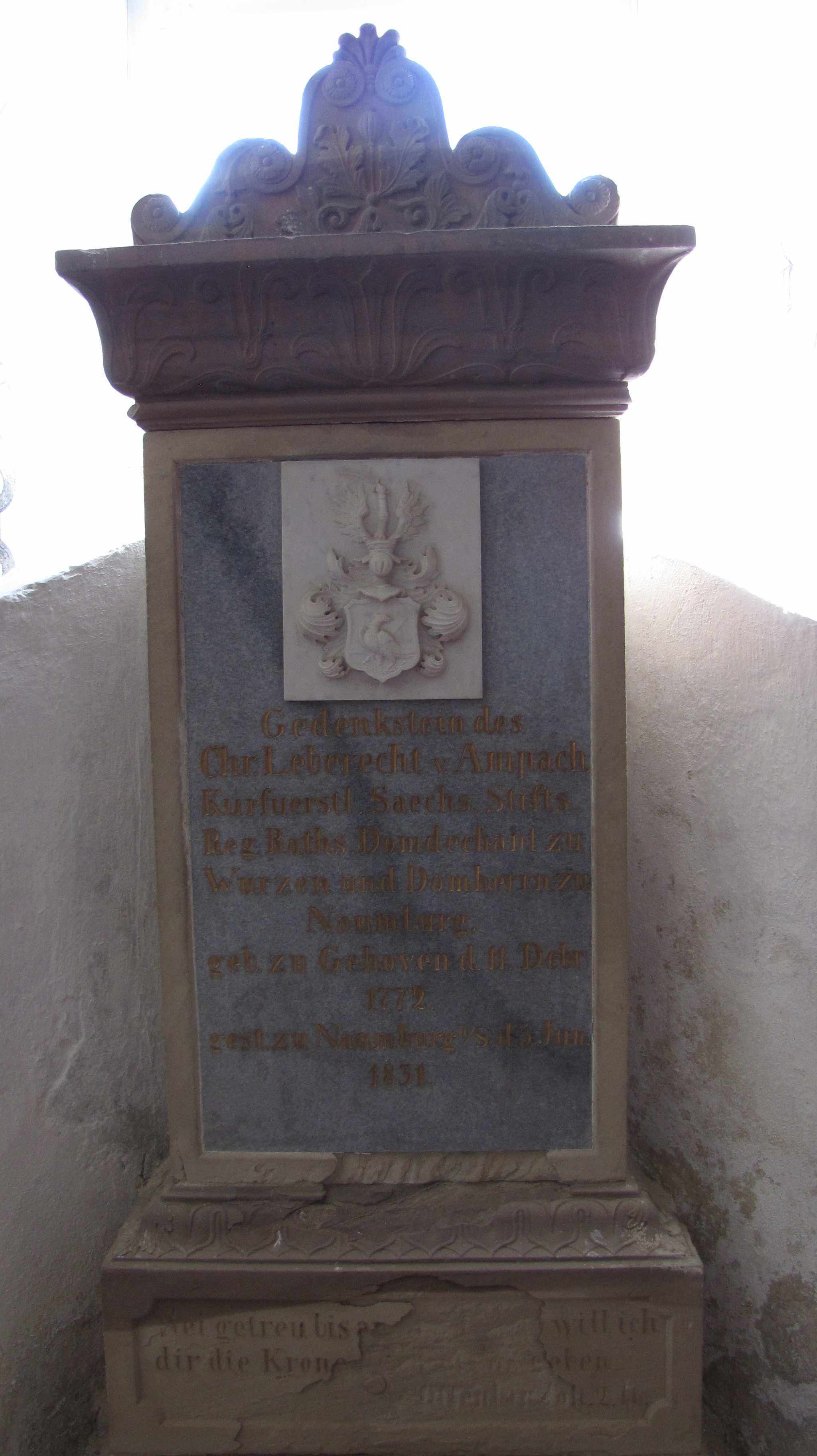
Epitaph für Immanuel Christian Leberecht von Ampach in der Kirche von Stechau

Die Familie von Ampach stammte ursprünglich aus Tirol. Georg Ampach aus Kurland wiederum wurde am 2. Januar 1698 in Wien in den Reichsadelsstand erhoben. Die Immatrikulation Ampachs bei der Kurländischen Ritterschaft erfolgte am 4. März 1801. Damit zählte Ampach zu den baltischen Baronen; zu Lebzeiten und in der Literatur wurde er daher überwiegend als Baron tituliert, ohne je in den deutschen Freiherrnstand erhoben worden zu sein.
Immanuel Christian Leberecht von Ampach war der Sohn des kursächsischen Offiziers (Capitaine der Cavallerie), des Haupt-Salzverwalters Johann Friedrich von Ampach (* 6. März 1742 in Ordangen bei Grobiņa, Kurland; † 4. Dezember 1824 in Stechau) und der Anna Charlotta von Dzierzanowska, Gutsherrin auf Zschirla bei Colditz. Seine Ehefrau wurde Caroline (Karoline) Henriette von Houwald-Krossen (* 30. November 1787 in Krossen bei Luckau; † in Leipzig), Tochter der Erbfrau auf Krossen, Karoline Margarete von Carras, und des Adolf von Houwald. Die Hochzeit war am 26. April 1807 in Krossen. Die vierjährige Tochter Isidore Henriette Alina, geboren am 28. September 1812, verstarb am 24. September 1816.
Im Frühjahr 1801 war der studierte Jurist Ampach als sächsischer Agent in Paris und schaffte es, Napoleon vorgestellt zu werden. Seine neugierigen und impertinenten Fragen führten jedoch im Juli 1801 zu einer Distanzierung durch den sächsischen Gesandten Johann Adolph von Loß. Ab 1803 war Ampach als Regierungsrat der bis 1818 noch eigenständigen Regierung des Hochstifts Meißen in Wurzen tätig und wurde als solcher Dechant des Kollegiatstiftes Wurzen. Gemeinsam mit dem Dompropsten und Bauforscher Christian Ludwig Stieglitz leitete er ab 1817 die grundlegende Renovierung des Innenraums der Kollegiatstiftskirche (Domkirche) St. Marien im Stil der frühen Neugotik.
Ampach war als Gutsbesitzer Erbherr auf Hermswalde bei Sommerfeld in der Neumark, Stechau, das er 1826 erbte, und zu Lüptitz, heute Ortsteil von Hohburg.

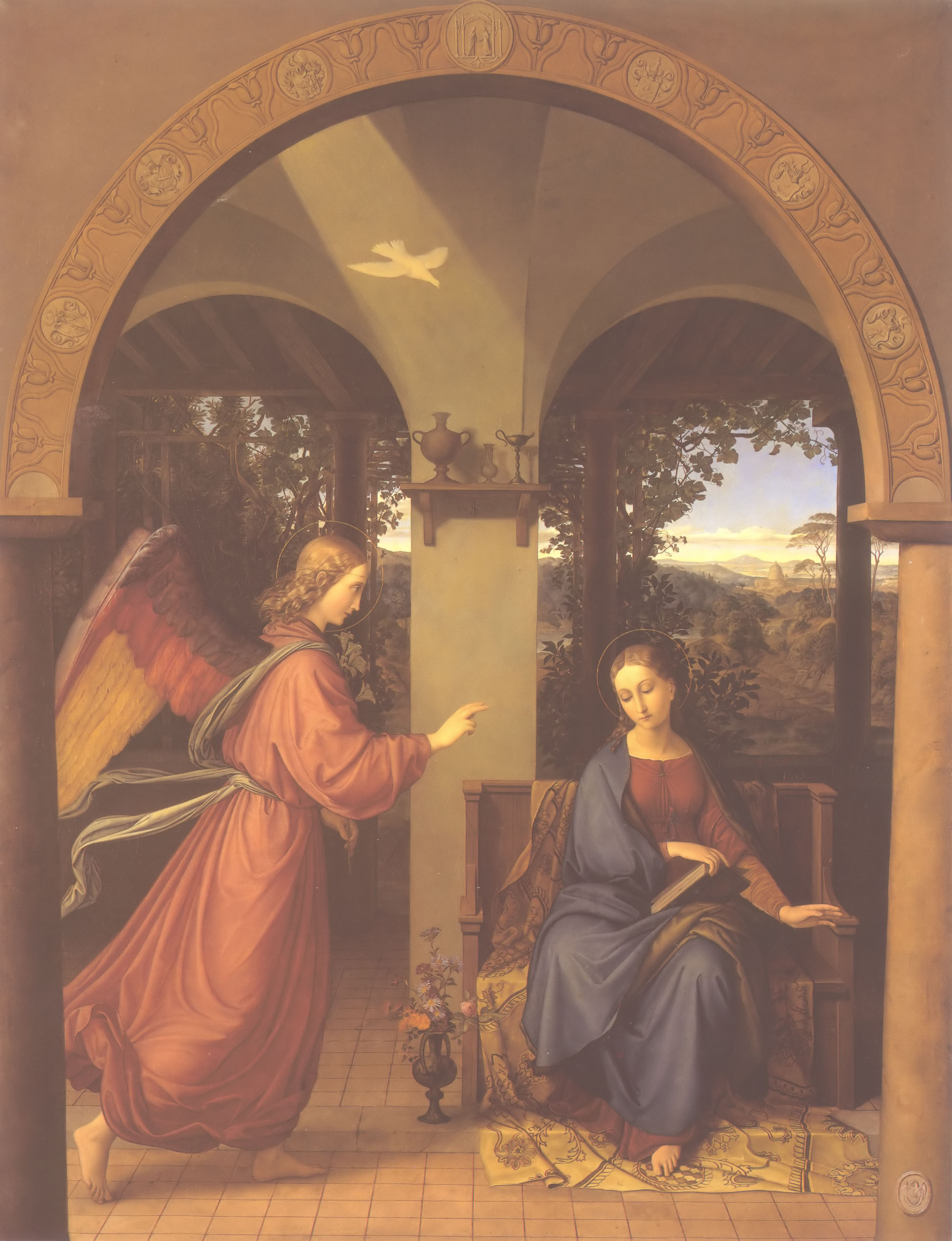
Schnorr von Carolsfelds Verkündigung, 1820 im Auftrag Ampachs als Altarbild für Wurzen entstanden, heute in der Alten Nationalgalerie in Berlin

 Ampach war im Vorstand der Deutschen Gesellschaft zur Erforschung vaterländischer Sprache und Alterthümer in Leipzig.

### Mäzen und Sammler
Als Mäzen und Kunstsammler reiste er in der ersten Jahreshälfte 1820 nach Rom, um dort bei den Nazarenern in größerem Umfange Auftragswerke für eigene Rechnung zu vergeben. Die Malerfreunde Julius Schnorr von Carolsfeld, Friedrich von Olivier und Theodor Rehbenitz wohnten seit 1819 im Gebäude der Preußischen Gesandtschaft beim Heiligen Stuhl, im Palazzo Caffarelli auf dem Capitolhügel, sie wurden daher die drei Capitoliner genannt. Bei Julius Schnorr von Carolsfeld bestellte Ampach 1820 auch die Verkündigung als Andachtsbild für das Kapitel der Domkirche in Wurzen. Diese Verkündigung ist seit 1906 Bestandteil der Sammlung der Alten Nationalgalerie in Berlin.

### Christus-Zyklus
Für seine private Hauskapelle in Naumburg, Markt 10, bestellte Ampach bei seinem Aufenthalt 1820 neun Gemälde eines thematisch genau vorgegebenen Christus-Zyklus, die von neun Malern unter Leitung von Schnorr ausgeführt wurden (1820–1827). Die Vorstellung Ampachs über die neun Bilder seines Zyklus zum Leben Jesu ging zunächst dahin, dass jedes von einem anderen der in Rom arbeitenden deutschen Künstler gemalt werden sollte. Damit wurde sein Auftrag zum dritten bedeutenden Gemeinschaftszyklus der Nazarener nach denen der Casa Bartholdy und des Casino Massimo. Ampach wählte die Künstler selbst aus. Über die Auftragsvergaben wurde in der damaligen deutschen Fachpresse berichtet. Schnorr, der für Ampach die Koordination der Auftragsabwicklung übernahm, hatte Olivier vorgeschlagen und selbst ein Bild übernommen. Der noch fehlende neunte Maler wurde zuletzt bei einem gemeinsamen Abendessen mit von Ampach festgelegt, Rehbenitz aus der Runde vorgeschlagen und akzeptiert, obwohl Schnorr gleich Zweifel anmeldete. Im Einzelnen fuhren nach Vergabe folgender Aufträge nach Deutschland zurück:

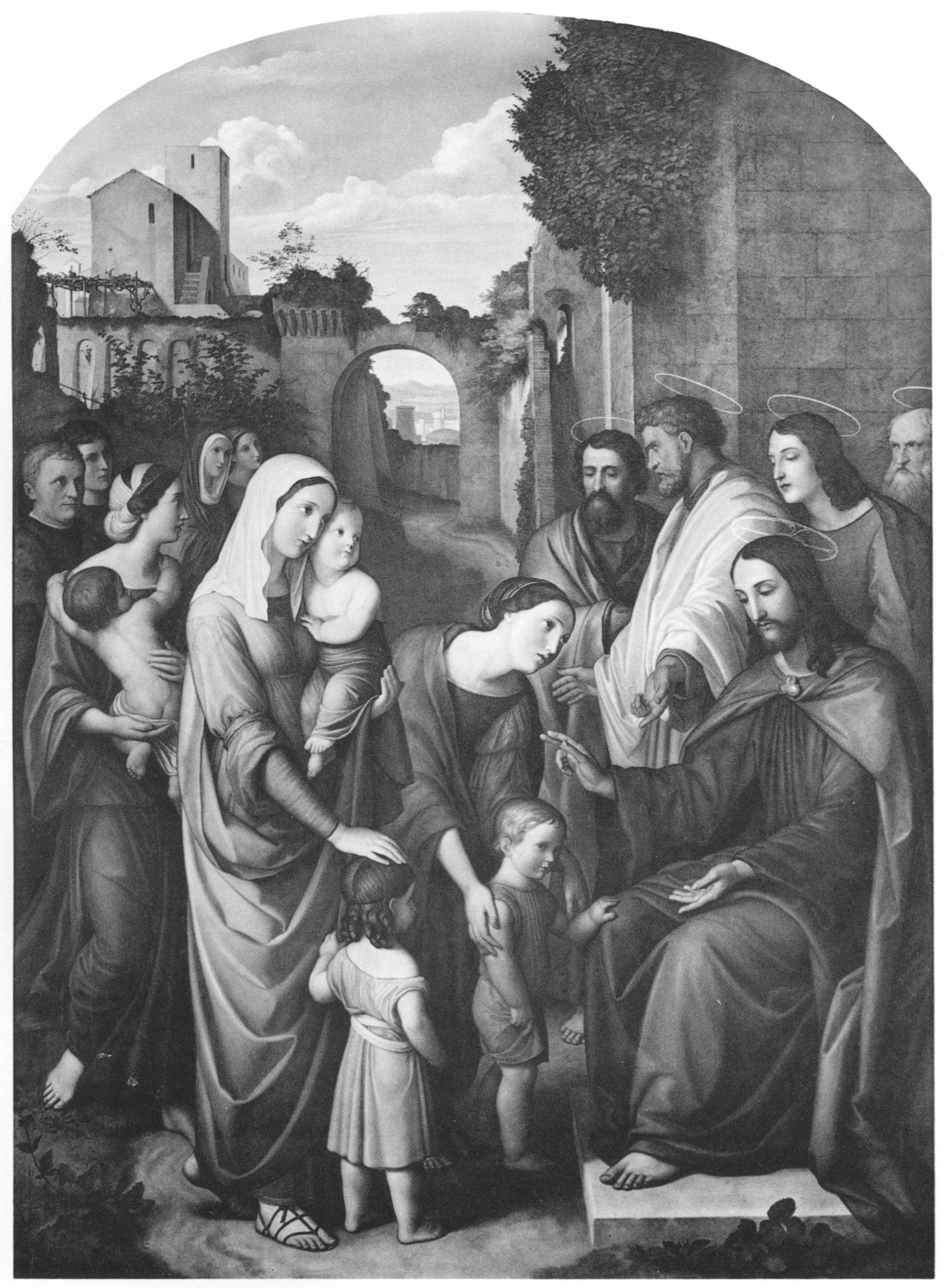
Beim Brand im Glaspalast zerstört

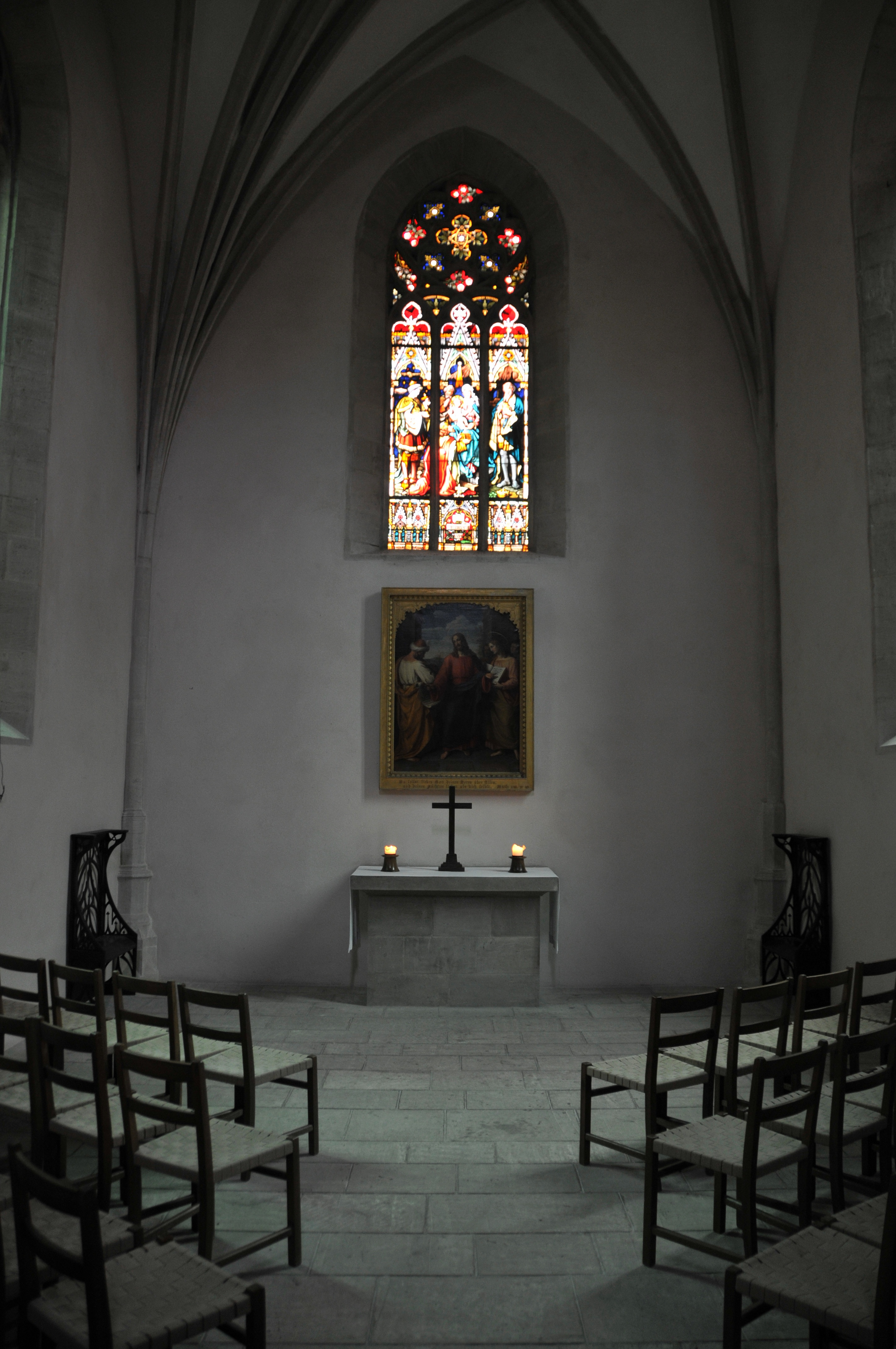
Drei-Königs-Kapelle im Naumburger Dom mit Schadows Gemälde

- Friedrich Wilhelm Schadow: Christus, das Gesetz erklärend/Christus unter den Pharisäern (1827)
- Theodor Rehbenitz: Christus, in der Wüste versucht, 1823 in fast(?) fertigem Zustand datiert und signiert von Rehbenitz, der mit dem Auftrag völlig überfordert war. Fertiggestellt 1825 mit der Einwilligung von Rehbenitz durch Julius Schnorr von Carolsfeld. Vorbereitende Kartons von Rehbenitz und Studien von Schnorr befinden sich im Nachlass Rehbenitz im Behnhaus in Lübeck
- Julius Schnorr von Carolsfeld: Christus, die Kinder segnend/Lasset die Kindlein zu mir kommen, 1931 im Glaspalast München verbrannt, Teile des vorbereitenden Kartons im Nachlass Rehbenitz im Behnhaus in Lübeck
- Friedrich von Olivier: Christus und der Zinsgroschen/Christus und die Pharisäer beraten über den Tribut
- Carl Adolf Senff: Christus, die Kanaanäerin heilend/ Christus und das canaanäische Weib
- Philipp Veit: Christus am Ölberg
- Carl Eggers: Die Fußwaschung Christi
- Carl Christian Vogel von Vogelstein: Kreuzigung/Christus am Kreuz Er malte 1820 in Rom auch das Porträt Ampachs.
- Gustav Heinrich Naecke: Christus, den Jüngern das letzte Mal erscheinend / Friede sei mit Euch (1824/25)

Im Winter 1824/25 reiste von Ampach nochmals nach Rom, um sich vom Stand seiner Auftragsarbeiten vor Ort zu überzeugen. Noch nicht alle waren vollendet. Einige der Bilder entstanden jedoch auch in Deutschland, wohin die Nazarener, einer nach dem anderen, zurückkehrten, um in ihnen angebotene feste Stellungen zu treten.
Ampachs Auftrag an Friedrich Overbeck zum Bild Christi Abendmahl mit den Aposteln wurde wieder zurückgenommen. Overbecks Kreide-Zeichnung dazu kam durch Vermittlung von Emilie Linder 1836 in den Besitz des Präsidenten Vischer in Basel.
Ampach ordnete die Bilder so an, dass Schadows Bild zentral als Altarbild angebracht war, rechts davon die vier Gemälde von Rehbenitz, Olivier, Veit und Vogel von Vogelstein, welche die Verehrung Christi gegen die Heileigkeit und die Ergebeung in den Willen Gottes zeigten und links davon die vier Bilder von Schnorr von Carolsfeld, Senff, Eggers und Naecke, auf denen Christus als Der Barmherzige dargestellt ist. Zur Erläuterung bei Anschauung der neun Christus-Gemälde ließ er 1828 eine gleichnamige Broschüre anonym erscheinen, in der deutlich wird, dass Ampach die Anfertigung und Ausstellung der Bilder als seinen Beitrag zur religiösen Volkserziehung ansah. Das Christus-Zimmer, zu dessen Ausstattung neben dem Altar und den Gemälden auch Statuen der zwölf Apostel, zwei wollene Teppiche und ein Wohltätigkeitstisch zur Aufnahme von Spenden zählten, war von Anfang an öffentlich zugänglich.

## Nachlass
Der Kern der bedeutenden Nazarener-Sammlung Ampachs bestehend aus den neun Originalgemälden des Christus-Zimmers ging nach seinem Tod 1831 testamentarisch in den Besitz des Naumburger Domkapitels über. Die Gemälde des Christus-Zyklus lagerten zunächst in der Kapitelstube und wurden im Mai 1834 in der sogenannten Horakirche im Chor des Domes aufgehängt. Später hingen sie in der Dreikönigskapelle, zeitweilig auch in der Nikolauskapelle. Von den ursprünglich neun Bildern sind nach dem Verlust eines Bildes in der Glaspalast (München)-Brandkatastrophe heute noch acht erhalten. Sie werden seit 2006 wieder in der Dreikönigskapelle des Naumburger Doms gezeigt. Die in Ampachs Auftrag von Heinrich Mücke angefertigten Handzeichnungen dieser 9 Gemälde erhielt, ebenfalls als ein Legat von Ampachs, das Stift zu Wurzen, wo sie sich bis heute im Domstiftsarchiv erhalten haben.
Neben den Gemälden vermachte von Ampach umfangreiche Legate: 1000 Taler für die Mädchenschule auf der Domfreiheit zu Naumburg, 1000 Taler für die Straßenbeleuchtung auf der Domfreiheit, 400 Taler zur Verschönerung des Domfreiheitischen Gottesackers, 1000 Taler der Domkirche zur Verzierung des hohen Chors, 1000 Taler zum v. Ampach'schen Stiftungsfonds für ganz treue Dienstboten zu jährlicher Austheilung, 500 Taler zum Naumburger Bürger-Rettungs-Institut, 500 Taler zu Freitischen für die Domschule, die v. A. als Scholasticus des Domcapitels speziell zu beaufsichtigen hatte, 400 Taler für den Frauenverein in Naumburg zur Unterstützung armer Töchter in Naumburg, 300 Taler den Stadtarmen, 200 Taler für die Kirche im Dorfe Stechau, 100 Taler zu einem Epitaph für sich in dieser Kirche (erhalten) und 50 Taler für die Armen daselbst, endlich 3200 Taler als kleine Legate an 10 seiner Patenkinder. Einem seiner Bedienten, der ihm lange treu gedient und sorgsam gewartet hatte, vermachte er unter andern Dingen von Werth eine große goldene Medaille mit der Inschrift: „getreuer Herr, getreuer Knecht, wird hier gelobt und dort gerecht.“
Der Rest seiner Kunstsammlung, darunter zwei Werke von Lucas Cranach: Christus am Kreuz und Maria mit dem Kinde, welchem Johannes Trauben und Früchte reicht, wie auch seine herausragende Münzsammlung Numophilatrium Ampachianum wurden nach seinem Tode durch eine Reihe von Versteigerungen aufgelöst. Die Sammlungsbestände sind jedoch durch die erhaltenen Nachlasskataloge heute noch belegbar und werden heute noch von der Provenienzforschung genutzt. Einige gotische Fensterscheiben (vermutlich aus Wurzen) kamen so beispielsweise nach Burg Falkenstein (Harz).

## Schriften
- Frankreichs Gesetzgebung unter den Consuln. Eine Ankündigungsschrift der Annalen der neuesten französischen Gesetzgebung, Justizverfassung und Rechtsgelehrsamkeit Verlag Martini, Leipzig 1803.

### Zum Zyklus
- Max Hasse: Theodor Rehbenitz und sein Auftrag für den Baron von Ampach, in: Der Wagen, 1961, S. 95–101.
- Ekkehard Mai: Naeke, Gustav Heinrich. In: Neue Deutsche Biographie (NDB). Band 18, Duncker & Humblot, Berlin 1997, ISBN 3-428-00199-0, S. 706 f. (Digitalisat).
- Christian Leberecht von Ampach: Zur Erläuterung bei Anschauung der neun Christus-Gemälde. Naumburg 1828.
- Franz Trautwein: Der Bilderzyklus des Naumburger Domherrn von Ampach in der Dreikönigskapelle. Verlag H. Sieling, Naumburg a. S. [1929].
- Antje Fischer: Der Bilderzyklus des Domherrn von Ampach in Naumburg. Dipl. Arb. Greifswald 1988/90.
- Ulrike Graul: Immanuel Christian Leberecht v. Ampach (1772–1831), die Nazarener und seine Stiftung für den Naumburger Dom. In: Der Naumburger Domschatz. Verlag Peter Imhof, Petersberg 2006, S. 162–168. ISBN 3-86568-149-2.

### Nachlasskataloge
- Verzeichniss der von dem verstorbenen … Herrn … C. L. von Ampach hinterlassenen Kunstsammlung von Kupferstichen, Radirungen, Original-Handzeichnungen … und anderen Prachtwerken … welche … Ende November 1832 … öffentlich … versteigert werden sollen.
- Numophylacii Ampachiani … d. i. Verzeichnis der von dem verstorbenen Domdechant zu Wurzen und Domkapitular zu Naumburg an der Saale Herrn Stifts-Regierungsrath Christian Leberecht von Ampach hinterlassenen Münz- und Medaillen-Sammlung. 3 Bände, Reclam, Leipzig 1833–1835. Erste Abtheilung (1. Band) Ende April 1834. Dritte Abtheilung (3. Band) 1835.